# Хёг-Гульдберг, Ове
Ове Хёг-Гульдберг (при рождении Гульдберг, дат. Ove Høegh-Guldberg; 1731—1808) — датский государственный деятель, историк, переводчик и богослов; министр по делам государства с 1772—1784 гг. Член Датской королевской академии наук.

## Биография
Родился 1 сентября 1731 года в городе Хорсенсе в семье небогатого торговца.
Будучи представлен королеве-матери Юлианы-Марии Брауншвейг-Вольфенбюттельской в 1764 году и добившись её расположения, стал учителем кронпринца Фредерика, а в 1771 году стал секретарём его кабинета. Как консерватор и монархист, был оппонентом реформ Иоганна Фридриха Струэнзе и возглавил заговор против него. После падения кабинета Струэнзе в 1772 году был назначен первым министром. 11 октября 1777 года был возведён в дворянство как Хёг-Гульдберг.
Встав во главе кабинета, он уволил всех иностранцев с государственных должностей, восстановил стародатскую систему, а все либеральные начинания были им отменены. Крестьяне были снова подчинены прежнему гнету, введена цензура, и правительственная политика получила клерикальное направление. Только в 1781 году он был отстранён от своего поста наследным принцем Фредериком.
Как литератор способствовал возрождению датской прозы, которую, в частности, обогатил своей всемирной историей (Копенгаген, 1768—72) и богословскими сочинениями, а также переводом Нового Завета.
Являлся членом Датской королевской академии наук.
Скончался 7 февраля 1808 года в Виборге.

## Избранная библиография
- En omvendt Tvivlers Levnedsbeskrivelse, 1760.
- Tanker om Milton og den saakaldte religiøse Poesi, 1761.
- Den naturlige Theologi, 1765.
- Verdens Historie, 1768-1772.
- Undersøgelse, af Philopatreiases Anmærkninger. 1ste-2det Hefte, 1770-71.
- Azan eller den for Gield udfriede Fyrste, 1771.
- Den aabenbarede Theologi, 1773.
- Psalme-Bog eller En Samling af gamle og nye Psalmer', 1781.
- Tidsbestemmelse af det nye Testamentes Bøger, 1785.
- Det nye Testamente med Anmærkninger, 1794.